# Nitocrella pseudotianschanica
Nitocrella pseudotianschanica är en kräftdjursart. Nitocrella pseudotianschanica ingår i släktet Nitocrella och familjen Ameiridae. Inga underarter finns listade i Catalogue of Life.